# طواف ألبرتا 2014
طواف ألبرتا 2014 هو سباق دراجات هوائية أقيم بتاريخ 2 سبتمبر 2014، تكون السباق من 5 مراحل وامتدّ لمسافة 737.8 كم بسرعة 45.73 كم/س، استغرق السباق 16 ساعة 07 دقيقة 56 ثانية.

## الفائزون
| الترتيب | الفائز          |
| ------- | --------------- |
| الفائز  | داريل إيمبي     |
| الثاني  | توم دومولين     |
| الثالث  | Ruben Zepuntke ‏ |